# بوتغات (آيت عيسى أو ابراهيم)
بوتغات هو دُوَّار يقع بجماعة تاغزوت ن آيت عطا، إقليم تنغير، جهة درعة تافيلالت في المملكة المغربية. ينتمي الدوّار لمشيخة آيت عيسى أو ابراهيم التي تضم 7 دواوير. يقدر عدد سكانه بـ 1271 نسمة حسب الإحصاء الرسمي للسكان والسكنى لسنة 2004.

## روابط خارجية
- البوابة الوطنية للجماعات الترابية نسخة محفوظة 12 مارس 2018 على موقع واي باك مشين.
- المندوبية السامية للتخطيط